# 2 Live Crew
2 Live Crew war eine US-amerikanische Hip-Hop-Gruppe und einer der bekanntesten Vertreter des Miami Bass. Vor allem wegen des eindeutig sexuellen Charakters der meisten Liedtexte galt sie als eine der umstrittensten Rap-Gruppen der USA. 2 Live Crew waren die erste Hip-Hop-Gruppe, die auf einer Veröffentlichung den Warnhinweis Parental Advisory anbringen mussten.

## Geschichte

### Anfänge
Die Anfangsbesetzung aus Fresh Kid Ice (Chris Wongwon), DJ Mr. Mixx (David Hobbs) und Amazing V begann ihre Karriere in Kalifornien. 1985 veröffentlichten sie ihre ersten beiden Singles Revelation (1985) und What I Like mit Brother Marquis (Mark Ross). Die Gruppe zog nach Miami und bekam schließlich einen Plattenvertrag bei Luke Skyywalker (Luther Campbell). Nach dem Ausscheiden von Amazing V trat Luke gemeinsam mit Fresh Kid Ice und Mr. Mixx auf.
1986 wurde das erste Album 2 Live Is What We Are veröffentlicht, das für erste Kontroversen sorgte. Insbesondere die detaillierte Darstellung von Sexualität sorgte für Aufsehen, ein Plattenverkäufer in Florida wurde angeklagt und freigesprochen, nachdem er die Platte einer 14-Jährigen verkauft hatte. Das Album erreichte eine Goldene Schallplatte.
Das nächste Album Move Somethin publizierte Skyywalker in einer „sauberen“ Version. Trotzdem wurde diesmal ein Plattenverkäufer in Alabama angezeigt und in erster Instanz verurteilt, als er das Album an einen Polizisten in Zivil verkaufte. In einer späteren Instanz wurde das Urteil aufgehoben.

### As Nasty As They Wanna Be
Mit ihrem dritten Album As Nasty As They Wanna Be erreichten 2 Live Crew ihren größten Erfolg, vor allem wegen der Single Me So Horny. Der Song enthält ein Sample aus dem Film Full Metal Jacket (“What'll we get for ten dollars? Every 'ting you want! Everything? Every 'ting!”). Die Single verkaufte sich sehr gut, obwohl sie kaum im Radio gespielt wurde.
Die christlich konservative Gruppe American Family Association wies den damaligen Gouverneur von Florida, Bob Martinez, auf die Obszönität des Albums hin. Das Album wurde vom höchsten Gericht in Florida als „obszön“ und damit illegal zum Verkauf erklärt, was 1992 in Berufung vom Supreme Court der USA aufgehoben wurde. Vorher wurden aber drei Mitglieder der Band verhaftet, da sie Material vom Album live aufgeführt hatten, ebenso wie ein Plattenverkäufer in Florida, der das Album an Undercover-Polizisten verkauft hatte.
Die öffentliche Kontroverse – es gab sogar Verhaftungen im Zusammenhang mit dem Verkauf des Albums, und eine Klage durch George Lucas wegen des Namens „Luke Skyywalker“ (Luke Skywalker) – hatte eine große Öffentlichkeitswirkung zur Folge und führte schließlich zu Verkaufszahlen von über 2 Millionen. Skyywalker veröffentlichte kurz danach ein politisches Solo-Album Banned in the USA, für das er sich legal die Rechte an Bruce Springsteens Born in the U.S.A. sicherte.
As Nasty As They Wanna Be war aufgrund der expliziten Inhalte das erste Rap-Album, das den Warnhinweis „Parental Advisory – Explicit Lyrics“ trug, der seitdem auf vielen Rap-Veröffentlichungen zu finden ist.
1991 erschien das erste Live-Rap-Album überhaupt (Live in Concert) und eine weitere Studio-LP Sports Weekend. Beide hatten aber keinen kommerziellen Erfolg, woraufhin die einzelnen Gruppenmitglieder ihre eigene Wege gingen.
2005 hatten die Berliner Rapper Frauenarzt und Mr. Long die Gelegenheit, ein Lied (Die Party muss weitergehen) für ihr Gemeinschaftsalbum Porno Party 2 mit dem 2-Live-Crew-Mitglied Fresh Kid Ice aufzunehmen.

### The New 2 Live Crew
Ab 1994 nannte sich die Gruppe The New 2 Live Crew und bestand nun aus Luke, Fresh Kid Ice und Verb. Bereits 1995 löste sich die neue Formation wieder auf. Lediglich ein Album (Back at your ass for the nine-4) wurde veröffentlicht.

### Ende
Mit Hoochie Mama auf dem Soundtrack zum Film Friday gab es eine Reunion von Luke, Fresh Kid Ice, Brother Marquis und Mr. Mixx für ein gemeinsames Lied. Seit dem Album Shake a Lil’ Somethin’ war Luke nicht mehr bei der Gruppe und verfolgte nur noch seine Solokarriere. Mr. Mixx stieg 1998 aus der Gruppe aus.
Fresh Kid Ice starb am 13. Juli 2017 im Alter von 53 Jahren an einer Leberzirrhose.
Brother Marquis starb am 3. Juni 2024 im Alter von 58 Jahren.

## Diskografie

### Studioalben
| Jahr | Titel                           | Höchstplatzierung, Gesamtwochen, AuszeichnungChartsChartplatzierungen (Jahr, Titel, Platzierungen, Wochen, Auszeichnungen, Anmerkungen) | Anmerkungen                                                 |
| Jahr | Titel                           | US | Anmerkungen                                                 |
| ---- | ------------------------------- | --- | ----------------------------------------------------------- |
| 1986 | The 2 Live Crew Is What We Are  | US128 Gold · (33 Wo.)US | Erstveröffentlichung: 25. Juli 1986 Verkäufe: + 500.000     |
| 1987 | Move Somethin’                  | US68 Gold · (42 Wo.)US | Erstveröffentlichung: 31. August 1987 Verkäufe: + 500.000   |
| 1989 | As Nasty As They Wanna Be       | US29 Platin · (81 Wo.)US | Erstveröffentlichung: 7. Februar 1989 Verkäufe: + 1.000.000 |
| 1990 | Banned in the U.S.A.            | US21 Gold · (22 Wo.)US | Erstveröffentlichung: 13. Juli 1990 Verkäufe: + 500.000     |
| 1991 | Sports Weekend                  | US22 Gold · (30 Wo.)US | Erstveröffentlichung: 8. Oktober 1991 Verkäufe: + 500.000   |
| 1994 | Back at Your Ass for the Nine-4 | US52 (14 Wo.)US | Erstveröffentlichung: 8. Juni 1994                          |
| 1996 | Shake a Lil’ Somethin’          | US145 (2 Wo.)US | Erstveröffentlichung: 6. August 1996                        |
| 1998 | The Real One                    | — | Erstveröffentlichung: 7. April 1998                         |

### Livealben
| Jahr | Titel           | Höchstplatzierung, Gesamtwochen, AuszeichnungChartsChartplatzierungen (Jahr, Titel, Platzierungen, Wochen, Auszeichnungen, Anmerkungen) | Anmerkungen                              |
| Jahr | Titel           | US | Anmerkungen                              |
| ---- | --------------- | --- | ---------------------------------------- |
| 1990 | Live in Concert | US92 (12 Wo.)US | Erstveröffentlichung: 22. September 1990 |

### Singles
| Jahr | Titel Album                               | Höchstplatzierung, Gesamtwochen, AuszeichnungChartplatzierungen (Jahr, Titel, Album, Platzierungen, Wochen, Auszeichnungen, Anmerkungen) | Höchstplatzierung, Gesamtwochen, AuszeichnungChartplatzierungen (Jahr, Titel, Album, Platzierungen, Wochen, Auszeichnungen, Anmerkungen) | Anmerkungen         |
| Jahr | Titel Album                               | UK | US | Anmerkungen         |
| ---- | ----------------------------------------- | --- | --- | ------------------- |
| 1989 | Yakety Yak Twins – Zwillinge (Soundtrack) | UK90 (2 Wo.)UK | — |                     |
| 1989 | Me So Horny As Nasty As They Wanna Be     | — | US26 Gold · (30 Wo.)US | Verkäufe: + 500.000 |
| 1990 | Banned in the U.S.A.                      | — | US20 Gold · (16 Wo.)US | Verkäufe: + 500.000 |
| 1991 | Pop That Coochie Sports Weekend           | — | US58 (13 Wo.)US |                     |
| 1996 | Shake a Lil’ Somethin’                    | — | US72 (15 Wo.)US |                     |

Weitere Singles
- 1984: The Revelation
- 1985: What I Like
- 1986: Trow the Dick
- 1986: Get It Girl
- 1987: We Want Some Pussy!
- 1988: Move Somethin’
- 1988: Do Wah Diddy
- 1989: The Bomb Has Dropped (mit Trouble Funk)
- 1989: We Want Some Pussy! ’89
- 1989: C’mon Babe
- 1990: The Fuck Shop
- 1990: Coolin’
- 1990: Mama Juanita
- 1991: Do the Bart
- 1991: Who’s Doin’ Who
- 1993: Mega Mix
- 1994: Yeah, Yeah
- 1994: You Go Girl
- 1996: Do the Damn Thing
- 1997: Be My Private Dancer / Table Dance
- 1998: 2 Live Party
- 1998: The Real One
- 1999: Bill So Horny
- 2014: Take It Off

### Videoalben
- 1990: Banned in the U.S.A. (US: Gold)